# Die Kahnfahrt
Die Kahnfahrt (englischer Originaltitel Mr Gumpy's Outing) ist ein Bilderbuch des britischen Kinderbuchautors und Illustrators John Burningham aus dem Jahr 1970. Die deutsche Erstausgabe erschien 1973 beim Maier Verlag.

## Inhalt
Herr Adam (im Original Mr. Gumpy) besitzt ein Haus neben einem Fluss. Eines Tages macht er mit seinem Boot einen Ausflug. Der Reihe nach wird Herr Adam von zwei Kindern und jeder Menge Bauernhoftieren gebeten, mitfahren zu dürfen. Immer mehr Fahrgäste kommen an Bord, bis das Boot schließlich randvoll ist. Eine Zeit lang geht dies gut, doch weil sich die Passagiere irgendwann nicht mehr an die Vorgaben halten, unter deren Voraussetzung sie mitfahren durften, kentert das Boot. Alle schwimmen ans Ufer und müssen zu Fuß zu Herrn Adams Haus zurückgehen, wo es Tee und Kuchen gibt. Am Ende verabschiedet Herr Adam seine Gäste und lädt sie zu einem weiteren Ausflug ein.

## Kommentare
Burningham weicht in Die Kahnfahrt von den Erwartungen ab, die sich aus jahrhundertealten Volksmärchen ergeben, in denen diejenigen, die sich daneben benehmen, ihre gerechte Strafe bekommen: Anstatt seine Fahrgäste wegen des Verlusts seines Bootes zu beschimpfen, hilft Herr Adam einfach allen aus dem Wasser und bringt sie über die Felder zu seinem Haus zum Tee. Schließlich ist niemandem etwas zugestoßen. Die Literaturkritikerin Clare Bradford erinnert Herr Adam an den Reformpädagogen Alexander Sutherland Neill, in dessen unorthodoxer Schule Burningham einst Schüler war: Weil Herr Adam offenherzig akzeptiert, dass Hühner eben Hühner sind, Schweine eben Schweine sind, und Kinder eben Kinder sind.
Der weitere Ausflug, zu dem Herr Adam am Ende des Buchs seine Gäste einlädt, wird tatsächlich wahr – in der Fortsetzung Die Spazierfahrt (englischer Originaltitel Mr. Gumpy's Motor Car) aus dem Jahr 1973.

## Auszeichnungen
1970 erhielt Burningham für Die Kahnfahrt die Kate Greenaway Medal. 1972 erhielt das Buch den Boston Globe–Horn Book Award in der Kategorie Bilderbücher.

## Referenzen
Die Kahnfahrt wird in dem literarischen Nachschlagewerk 1001 Kinder- und Jugendbücher – Lies uns, bevor Du erwachsen bist! für die Altersstufe 0–3 Jahre empfohlen. Das Buch ist außerdem in der Anthologie The Hutchinson Treasury of Children's Literature enthalten.

## Ausgaben
- Mr Gumpy's Outing. Jonathan Cape, UK 1970 (librarything.com).
- Die Kahnfahrt. Maier, 1973.[1]